# 크리스티 우
크리스티 우(Kristy Wu, 1982년 10월 11일 ~ )는 미국의 배우이다.
로스앤젤레스에서 태어났다.

## 출연 작품
- 엔드 오브 왓치 (2012년) - 숙 역
- 올모스트 퍼펙트 (2011, Almost Perfect)
- 리턴 투 할로윈타운 (2006, Return to Halloweentown)
- 크라이 울프 (2005년)
- 페이스 (2002년)
- 왓츠 쿠킹 (2000년)
- 테크노 스와핑 (1999년)

### 텔레비전
- 뱀파이어 해결사 (2003)